# Henriette la Bonch'teuse

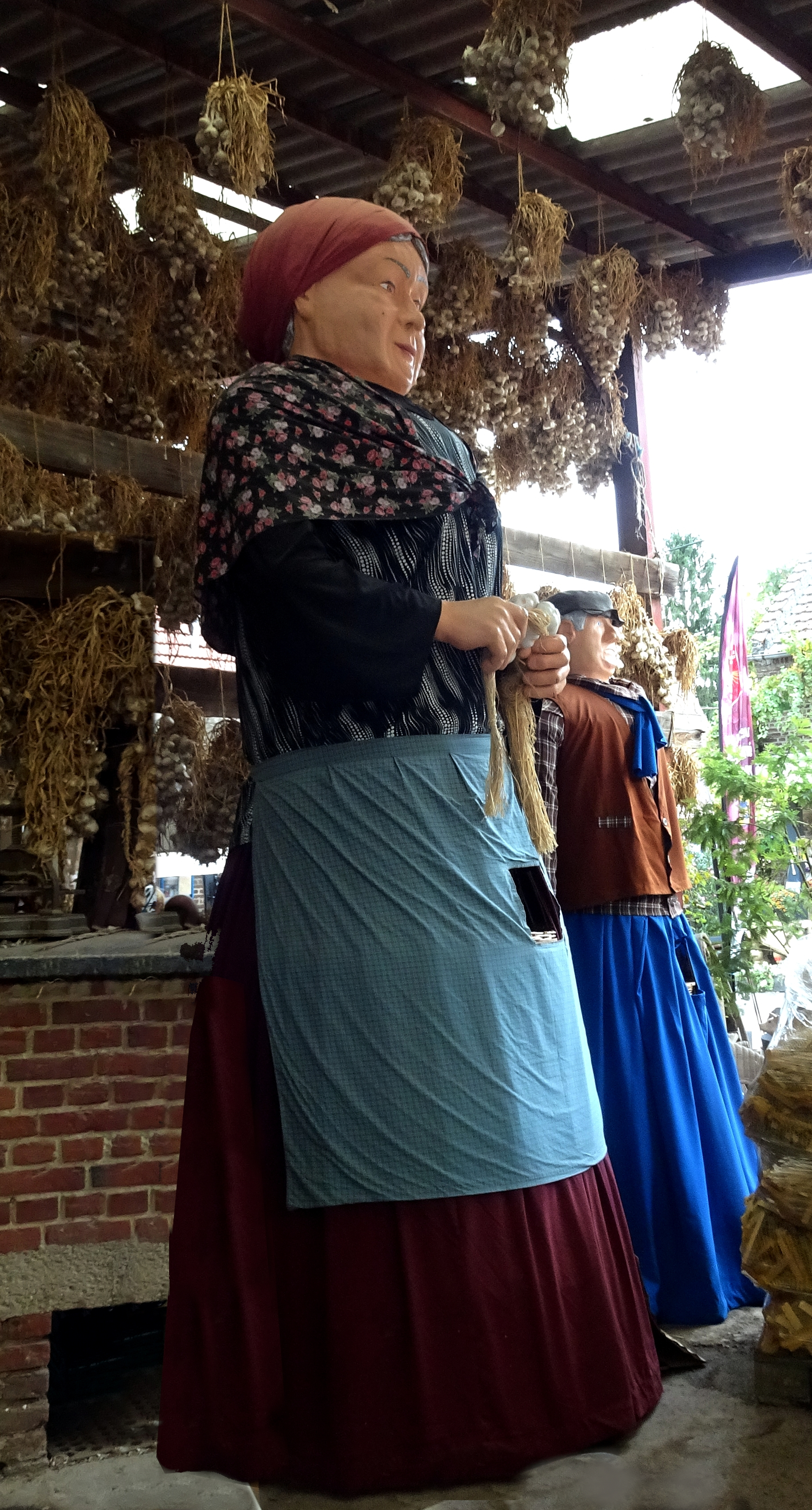
Henriette la Porteuse d'Ail, dite Henriette la Bonch'teuse, géant d'Arleux, en 2005

Henriette la Porteuse d'Ail, dite Henriette la Bonch'teuse, est un géant du Nord de la France représentant une porteuse  d’ail.
Henriette pèse environ 76 kg pour 4,15 m, ce qui lui permet d’être portée par une seule personne .

## Pour approfondir